# Luguentz Dort
Luguentz Dort (Montreal, Quebec; 19 de abril de 1999) es un baloncestista canadiense de ascendencia haitiana que pertenece a los Oklahoma City Thunder de la NBA. Con 1,93 metros de estatura, juega en la posición de escolta.

## Trayectoria deportiva

### High School
Dort asistió en su etapa de secundaria a los institutos Arlington Country Day School y Conrad Academy en Florida, disputando su temporada sénior en el Athlete Institute en Ontario. En abril de 2018, fue elegido MVP del BioSteel All-Canadian Game tras lograr 34 puntos y 8 rebotes.
Participó en el Nike Hoop Summit de 2017, logrando cuatro puntos y un rebote.

### Universidad
Jugó una temporada con los Sun Devils de la Universidad Estatal de Arizona, en la que promedió 16,1 puntos, 4,3 rebotes, 2,3 asistencias y 1,5 robos de balón por partido. Entre sus dos primeros encuentros como universitario anotó 53 puntos (28 ante Cal State Fullerton Titans y 25 ante McNeese State Cowboys) la tercera mejor marca en la historia de la Pac-12 Conference para un novato en sus dos primeros partidos, solo superado por Markelle Fultz (65 en 2016-17) y Tajuan Porter (55 en 2006-07). Fue elegido Freshman del Año de la Pac-12 e incluido en el mejor quinteto de novatos, el mejor quinteto defensivo y el segundo mejor quinteto absoluto de la conferencia.
Tras la derrota de su equipo en el Torneo de la División I de Baloncesto Masculino de la NCAA de 2019, anunció su intención de renunciar a los tres años que le restaban en la universidad, para presentarse al Draft de la NBA.

#### Estadísticas
| Año     | Equipo        | PJ | PT | MPP  | %TC  | %3P  | %TL  | RPP | APP | ROB | TPP | PPP  |
| ------- | ------------- | -- | -- | ---- | ---- | ---- | ---- | --- | --- | --- | --- | ---- |
| 2018–19 | Arizona State | 34 | 33 | 31.5 | .405 | .307 | .700 | 4.3 | 2.3 | 1.5 | .2  | 16.1 |

### Profesional

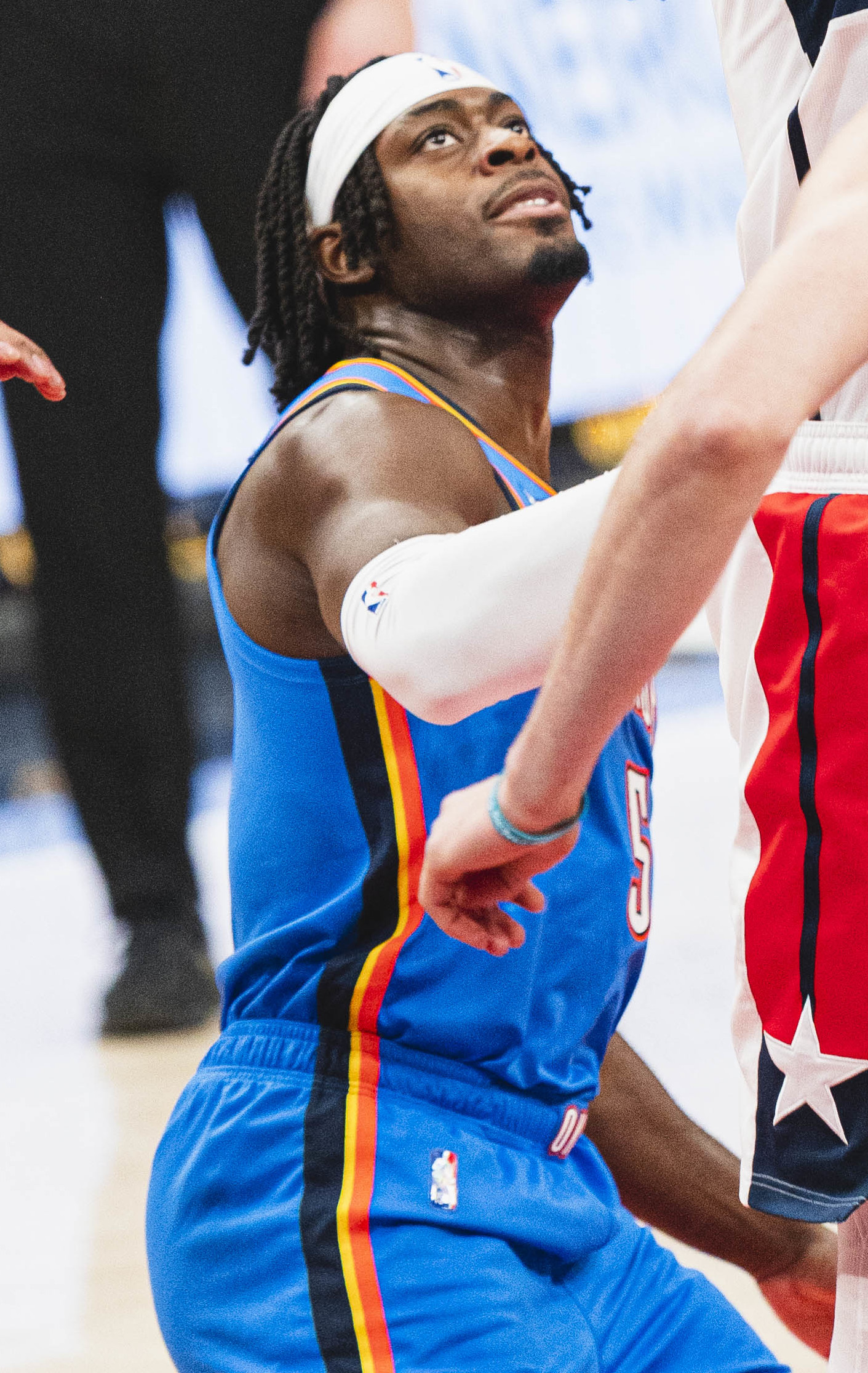
Dort con los Thunder en 2022.

Tras no ser elegido en el Draft de la NBA de 2019, firmó un contrato dual con los Oklahoma City Thunder para jugar con los Oklahoma City Blue de la G League. Dort hizo su debut en la NBA, el 6 de diciembre de 2019, disputando 7 minutos ante Minnesota Timberwolves. El 24 de junio de 2020, los Thunder anuncian la renovación del contrato de Dort, por cuatro años y $5,4 millones. Durante los playoffs de 2020, en el séptimo partido ante Houston Rockets, a pesar de la derrota y de la gran defensa realizada sobre James Harden, se unió a LeBron James y Kobe Bryant como los únicos jugadores menores de 21 años, en conseguir 25 puntos en un séptimo partido.
En su segunda temporada, el 13 de abril de 2021, ante Utah Jazz, anota 42 puntos, incluyendo 7 triples.
En su tercer año con los Thunder, el 2 de febrero de 2022, anota 30 puntos ante Dallas Mavericks. El 8 de marzo, se sometió a una operación para solucionar una rotura en el hombro izquierdo, que pondría fin su temporada.
El 30 de junio de 2022 acuerda una extensión de contrato con los Thunder por 5 años y $87,5 millones.
Al término de la temporada 2024-25 fue incluido en el mejor quinteto defensivo de la NBA. El 22 de junio de 2025 se proclamó campeón de la NBA por primera vez en su carrera tras vencer a Indiana Pacers en la Final de la NBA (4-3).

### Selección nacional
Durante agosto y septiembre de 2023 fue integrante de la selección de Canadá que participó en el Mundial de 2023 celebrado en Asia, y que consiguió el bronce, tras vencer a Estados Unidos en la final de consolación.
Entre julio y agosto de 2024 fue parte de la selección absoluta de Canadá, que disputó los Juegos Olímpicos de París, finalizando en quinta posición.

## Estadísticas de su carrera en la NBA
|  | Denota temporadas en las que su equipo fue Campeón de la NBA |

### Temporada regular
| Año     | Equipo        | PJ  | PT  | MPP  | %TC  | %3P  | %TL  | RPP | APP | ROB | TPP | PPP  |
| ------- | ------------- | --- | --- | ---- | ---- | ---- | ---- | --- | --- | --- | --- | ---- |
| 2019-20 | Oklahoma City | 36  | 28  | 22.8 | .394 | .297 | .792 | 2.3 | .8  | .9  | .1  | 6.8  |
| 2020-21 | Oklahoma City | 52  | 52  | 29.7 | .387 | .343 | .744 | 3.6 | 1.7 | .9  | .4  | 14.0 |
| 2021-22 | Oklahoma City | 51  | 51  | 32.6 | .404 | .332 | .843 | 4.2 | 1.7 | .9  | .4  | 17.2 |
| 2022-23 | Oklahoma City | 74  | 73  | 30.7 | .388 | .330 | .772 | 4.6 | 2.1 | 1.0 | .3  | 13.7 |
| 2023-24 | Oklahoma City | 79  | 79  | 28.4 | .438 | .394 | .826 | 3.6 | 1.4 | .9  | .6  | 10.9 |
| 2024-25 | Oklahoma City | 71  | 71  | 29.2 | .435 | .412 | .717 | 4.1 | 1.6 | 1.1 | .5  | 10.1 |
| Total   | Total         | 363 | 354 | 29.3 | .408 | .360 | .790 | 3.9 | 1.6 | 1.0 | .4  | 12.2 |

### Playoffs
| Año   | Equipo        | PJ | PT | MPP  | %TC  | %3P  | %TL  | RPP | APP | ROB | TPP | PPP  |
| ----- | ------------- | -- | -- | ---- | ---- | ---- | ---- | --- | --- | --- | --- | ---- |
| 2020  | Oklahoma City | 6  | 6  | 29.2 | .355 | .260 | .533 | 3.7 | 1.0 | .3  | 1.0 | 12.5 |
| 2024  | Oklahoma City | 10 | 10 | 35.0 | .363 | .391 | .842 | 4.6 | 2.0 | 1.3 | .2  | 10.7 |
| 2025  | Oklahoma City | 23 | 23 | 29.0 | .366 | .343 | .636 | 3.9 | .9  | 1.3 | .4  | 7.9  |
| Total | Total         | 39 | 39 | 30.5 | .363 | .339 | .679 | 4.0 | 1.2 | 1.1 | .5  | 9.3  |

## Vida personal
Hijo de Lufrantz y Erline Dort, nació en Montreal, sus padres, de origen haitiano, se mudaron a Canadá desde Saint-Marc cuando tenían 21 años. Tiene dos hermanos y una hermana.
En agosto de 2022 crea la Maizon Dort Foundation, una organización sin ánimo de lucro que dedicará sus esfuerzos a mejorar las vidas de los jóvenes desatendidos en Montreal, Oklahoma City y el centro de Arizona. Promoviendo la salud y el bienestar de los jóvenes a través del deporte, haciendo que los niños tengan la oportunidad de participar activamente en disciplinas de equipo como el baloncesto y el fútbol.